# Váci utca

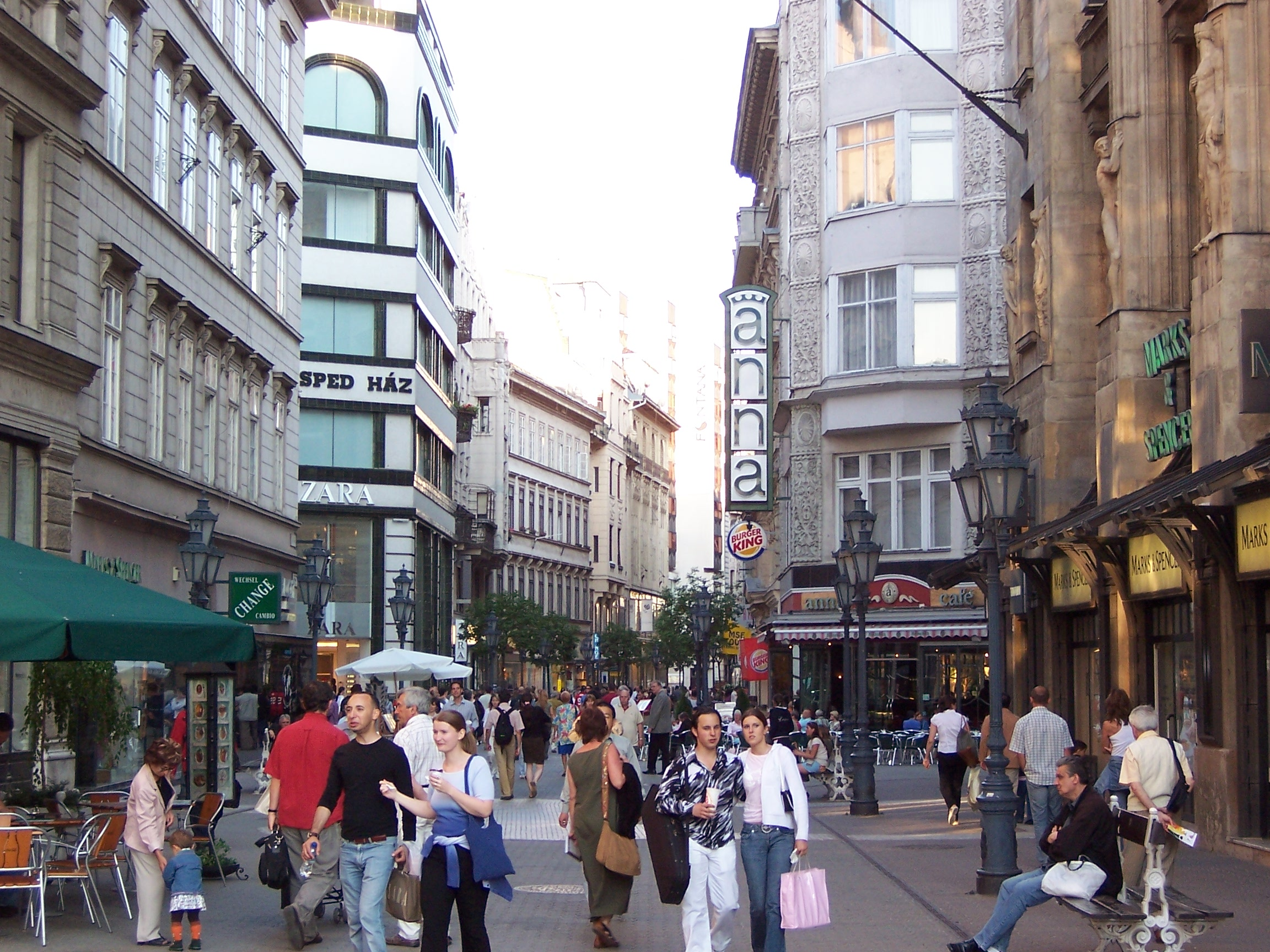
Váci utca

Váci utca är den kanske mest kända gågatan i Budapest. Där finns många restauranger och modebutiker. Den är populär bland turister.  Gatan ligger vid metrostationerna Vörösmarty tér från 1896 linje M1 samt metrostation Ferenciek tere på linje M3.